# PowerBar
PowerBar, Inc. ist ein US-amerikanischer Hersteller von Sporternährungsprodukten, insbesondere von Energieriegeln, -gels und Instantpulvern für Sportgetränke. Das 1986 im kalifornischen Berkeley gegründete Unternehmen gehörte seit 2000 zum Schweizer Nestlé-Konzern, 2014 wurde es an Post Holdings verkauft.

## Geschichte
Die Gründung von PowerBar geht auf den kanadischen Langstreckenläufer Brian Maxwell (1953–2004) zurück. Maxwell, der für die kanadische Olympiamannschaft von 1980 nominiert worden war und später an der University of California, Berkeley als Leichtathletiktrainer arbeitete, soll die Idee für die Herstellung kohlenhydratreicher Riegel gekommen sein, nachdem er während eines Marathons einen „Hungerast“ erlitten hatte und bei Kilometer 34 aufgeben musste. Bis in die 1980er Jahre hinein gab es lediglich Schokoladenriegel wie Mars oder Snickers, sowie Müsliriegel, die vornehmlich als Frühstücksersatz oder Zwischenmahlzeit gedacht waren. Ab 1983 experimentierte Maxwell gemeinsam mit seiner späteren Ehefrau Jennifer Biddulph, einer Ernährungswissenschaftlerin, in ihrer Küche mit der Herstellung eigener Riegel, die gleichzeitig energiereich und leicht verdaulich sein sollten, so dass sie auch kurz vor und während eines Wettkampfs zu sich genommen werden konnten. Der „Power Bar“ als erster Energieriegel für Sportler war 1986 schließlich soweit ausgereift, dass sich beide zur Gründung einer Firma entschlossen. Gemeinsam mit Maxwells Schüler Mike McCollum nahmen sie einen Kredit von 55.000 Dollar auf und gründeten PowerBar.
Die Energieriegel wurde zunächst in Fahrradgeschäften, bei Radrennen und Laufveranstaltungen verkauft. Als 1992 mit dem Clif Bar ein ernsthafter Mitbewerber im neu entstandenen Markt erschien, differenzierte PowerBar sein Sortiment und brachte mit dem Harvest Bar, dem besonders proteinhaltigen ProteinPlus und dem kalorienreduzierten, sich an Frauen richtenden Pria Bar weitere Produkte heraus. Daneben verpflichtete das Unternehmen mittels Endorsements bekannte Sportpersönlichkeiten, wie beispielsweise den NFL-Quarterback Steve Young und den Radprofi Lance Armstrong, und konnte so seine Marktstellung festigen. Im Laufe der 1990er Jahre wuchs das Unternehmen auf 300 Mitarbeiter an und steigerte den Jahresumsatz auf 150 Millionen US-Dollar. Im Jahr 2000 verkauften es die Gründer für geschätzte 375 Millionen Dollar an Nestlé.
Im Februar 2014 wurde bekannt, dass Nestlé seine Sporternährungssparte mit den Marken PowerBar und Musashi für insgesamt 400 Millionen Schweizer Franken an die amerikanische Konsumgüter-Holding Post Holdings verkauft. Als Gründe wurden eine stärkere Konzentration auf Kernmarken bei Nestlé sowie rückläufige Verkaufszahlen der PowerBar-Produkte genannt.

## Unternehmen und Produktpalette
Der Umsatz von PowerBar, Inc. wurde 2013 auf 175 Millionen Dollar geschätzt. Der Unternehmenssitz befindet sich heute in Glendale, Kalifornien.
Die Produktpalette von PowerBar umfasst neben Energieriegeln auch kohlenhydratreiche Gels („Power Gel“), des Weiteren Instantpulver für isotonische Getränke und diverse Nahrungsergänzungsmittel. Der Vertrieb erfolgt über den Einzelhandel (hauptsächlich Sportgeschäfte) und Internetversandhändler.